# Cleveland (England)

Cleveland als Grafschaft (1974–1996)

Cleveland [ˈkliːvlənd] ist ein Gebiet im Nordosten Englands. Es war von 1974 bis 1996 eine Grafschaft.
Der Name bedeutet wörtlich „cliff-land“ und bezieht sich auf den hügeligen südlichen Teil von Cleveland mit Erhebungen von bis zu 500 m Höhe. Cleveland liegt südlich des Flusses Tees; die größte Stadt ist Middlesbrough.
Zwischen 1974 und 1996 war Cleveland eine Grafschaft, die aus Teilen des North Riding of Yorkshire und der Grafschaft County Durham gebildet wurde. Die Grafschaft war nicht mit der Gegend, die als Cleveland bekannt ist, identisch, insb. gehörten die südlichsten Teile des traditionellen Clevelands einschließlich der Cleveland Hills nicht dazu. Ihr Gebiet lag rund um die Mündung des Tees in die Nordsee.

Die Distrikte der früheren Grafschaft Cleveland:
1. Hartlepool
2. Stockton-on-Tees
3. Middlesbrough
4. Langbaurgh-on-Tees

Die vier Distrikte der Grafschaft waren Hartlepool, Langbaurgh-on-Tees, Stockton-on-Tees und Middlesbrough, wo auch der Verwaltungssitz war. Die Grafschaft war 583 km² groß. Sie grenzte an County Durham im Norden; North Yorkshire im Süden und an die Nordsee im Osten.
1996 wurde die Grafschaft aufgelöst. Der Distrikt Langbaurgh-on-Tees wurde in Redcar and Cleveland umbenannt und aus diesem und den weiteren Distrikten wurden Unitary Authorities (selbständige Stadtkreise). Anders als zum Beispiel South Yorkshire wurde Cleveland als Grafschaft vollständig aufgelöst und nicht etwa als zeremonielle Grafschaft erhalten. Dennoch wird der Name heute weiter benutzt, so gibt es zum Beispiel die Cleveland Police, Cleveland Fire Brigade oder BBC Radio Cleveland.
Im 19. Jahrhundert spielte Cleveland eine zentrale Rolle beim Wachstum der eisenverarbeitenden Industrie. Middlesbrough wuchs innerhalb weniger Jahrzehnte zu einer großen Industriestadt heran. Die Bergwerke in den Cleveland Hills waren die Hauptlieferanten für Eisenerz, das in den Hochöfen am Tees benötigt wurde. Der Hafen von Middlesbrough ist nach wie vor einer der wichtigsten im Vereinigten Königreich und die Gegend zwischen Middlesbrough und Redcar beherbergt bis heute viele Unternehmen der Schwerindustrie.
Die Gegend ist geographisch gesehen ausgesprochen abwechslungsreich. Um die Mündung des Tees herum ist die Landschaft von Industrie geprägt und weitgehend urbanisiert. Große Teile des Flachlands werden landwirtschaftlich genutzt. Der südliche Teil ist sehr hügelig.

## Städte und Orte
- Billingham
- Guisborough
- Hartlepool
- Middlesbrough
- Redcar
- Saltburn-by-the-Sea
- Stockton-on-Tees
- Thornaby-on-Tees
- Yarm